# Vincent Ri Pyung-ho
Vincent Ri Pyung-ho (ur. 10 marca 1941 w Wanju) – koreański duchowny rzymskokatolicki, w latach 1990–2017 biskup Jeonju.

## Życiorys
Święcenia kapłańskie przyjął 15 grudnia 1969. 8 lutego 1990 został prekonizowany biskupem Jeonju. Sakrę biskupią otrzymał 3 kwietnia 1990. 14 marca 2017 przeszedł na emeryturę.